# Blanca Nieves y el Príncipe azul
Blanca Nieves y el Príncipe azul  es una película de Argentina dirigida por Susana Calandrelli según su propio guion escrito sobre el cuento de Jacob Ludwig Carl Grimm y Wilhelm Carl Grimm que se produjo en 1945 pero nunca fue estrenada comercialmente.
Poco se sabe de este filme. Su directora Susana Calandrelli (1901-1978) fue una docente y escritora que cultivó indistintamente géneros muy diversos como poesía, cuentos, novelas, obras de teatro, ensayos, libros de lectura y manuales de estudio, además de hacer traducciones del francés y del italiano a la lengua castellana. 